# Мокорета
Мокорета́ (исп. Mocoretá) — река в Аргентине, впадает в реку Уругвай.
Река берёт своё начало на плато Паюбре в Аргентине. Длина реки составляет около 140 км. Площадь водосборного бассейна насчитывает 3785 км².
Основные притоки — Саранди, Татути, Тунас, Арройо-Мантуасо.
В устье реки водородный показатель вод (pH) меняется в пределах от 6,8 до 8,1, температура — от 14,9 °C до 28,8 °C.
В водах отмечено обитание рыб: Lycengraulis grossidens, Cyphocharax platanus и spilotus, Prochilodus lineatus, Leporinus obtusidens, Characidium zebra, Astyanax asuncionensis, Serrasalmus maculatus, Serrapinus calliurus, Rhaphiodon vulpinus и Hoplias malabaricus.